# Vitali Dyrdyra
Vitali Dyrdyra (en ucraniano: Дирдира Віталій; 4 de noviembre de 1938-6 de diciembre de 2024) fue un deportista soviético que compitió en vela en la clase Tempest. Participó en los Juegos Olímpicos de Múnich 1972, obteniendo una medalla de oro en la clase Tempest.

## Palmarés internacional
| Juegos Olímpicos | Juegos Olímpicos | Juegos Olímpicos | Juegos Olímpicos |
| Año              | Lugar            | Medalla          | Clase            |
| ---------------- | ---------------- | ---------------- | ---------------- |
| 1972             | Múnich (RFA)     | Medalla de oro   | Tempest          |